# Svetina (priimek)
Svetina je priimek več znanih Slovencev:
- Albert Svetina - Erno (1915–2008), oznovec, politični emigrant, publicist
- Ana Nuša Svetina (=Ana Nuša Dragan)
- Anja Svetina Nabergoj, ekonomistka, univ. prof.
- Anton Svetina (1851–1917), narodnoobrambni delavec na Koroškem
- Anton Svetina (ml.) (1891–1987), zgodovinar, pravnik
- Beno Svetina (1907–1966), arhitekt
- Dare (Darko) Svetina (*1960), športni padalec (1.slov. jadralni padalec)
- Drago Svetina (1955–2004), vojaški pilot in častnik
- Ivan (Janez) Svetina (1851–1936), duhovnik, nabožni pisec
- Ivan (Janez) Svetina, vojaški letalec med 2.sv.v.
- Ivo Svetina (*1948), pisatelj, pesnik, dramatik, esejist, kulturnik
- Jakob Svetina (1807–1872), speleolog, hidromehanik
- Janez Svetina (1941–1991), popotnik, psiholog, publicist, prevajalec, predavatelj
- Janko Svetina (1932–2020), novinar, publicist, izdelovalec jaslic
- Jasna Svetina, umetnostna zgodovinarka, konservatorka
- Jože Svetina - "Taj" (*1934), slikar, likovni pedagog
- Luka Svetina (*1987), novinar, TV voditelj
- Magdalena Svetina Terčon (*1968), pesnica, pisateljica, folkloristka, knjižničarka (Sežana)
- Martina Svetina, baletna (plesna) pedagoginja, koreografinja
- Matija Svetina (*1969), psiholog, univ. prof.
- Metka Svetina (*1957), pedagoginja, andragoginja
- Mira Svetina - Vlasta (1915–2007), partizanka, politična delavka in narodna herojka
- Miran Svetina (1919–1995), pravnik, ribič, ihtiolog
- Nataša Pirih Svetina (*1970), slovenistka, didaktičarka
- Peter Svetina (*1965), defektolog, socialni podjetnik in aktivist, varuh človekovih pravic (2019-)
- Peter Svetina (*1970), književnik (mladinski pisatelj, pesnik), literarni teoretik in prevajalec
- Robert Svetina, zgodovinar (Avsrtrija)?
- Saša Svetina (*1935), biofizik, univ. prof., akademik
- Stanko Svetina (1888–1919), pisatelj, prevajalec
- Tone Svetina (1925–1998), partizan, pisatelj, kipar in zgodovinopisec
- Vinko Svetina, vojaški pilot
- Vito Svetina (*1940), zamejski gospodarstvenik v Italiji
- Vladimir Svetina - Ivo (1908–88), politični delavec, oznovec...